# Veitriedhausen
Veitriedhausen ist ein Stadtteil von Lauingen (Donau) im schwäbischen Landkreis Dillingen an der Donau in Bayern. Er wurde am 1. Mai 1978 in die Stadt Lauingen eingemeindet. Veitriedhausen liegt vier Kilometer nordwestlich von Lauingen auf der Hochterrassenebene.

## Geschichte
Zwischen 1252 und 1264 wurde Veitriedhausen zur Unterscheidung von Frauenriedhausen als secundum Rithhousen und ab 1269 als Riethusen superius bezeichnet. 1310 tauchte erstmals der Ortsname in Verbindung mit dem Kirchenpatrozinium als Riethusen, da sant Vit huswirt ist auf, was als Beleg für das Bestehen einer Kirche angesehen werden kann. Im Hochmittelalter gehörte der Ort zur Grafschaft Dillingen, die 1261 an das Herzogtum Bayern kam. Bayern konnte die Landeshoheit bis zum Spätmittelalter durchsetzen, da es im Ort begütert war. Ansonsten war der Grundbesitz sehr zersplittert. Die niedere Obrigkeit lag ab dem frühen 16. Jahrhundert bei der Stadt Lauingen, Veitriedhausen war nun eine Hofmark unter pfalz-neuburgischer Landeshoheit. In Veitriedhausen, das bis 1808 unter der städtischen Gerichtsbarkeit von Lauingen stand, saß ein Vogt der Stadt. Der Ort kam 1809 zum Landgericht Lauingen.

## Religionen

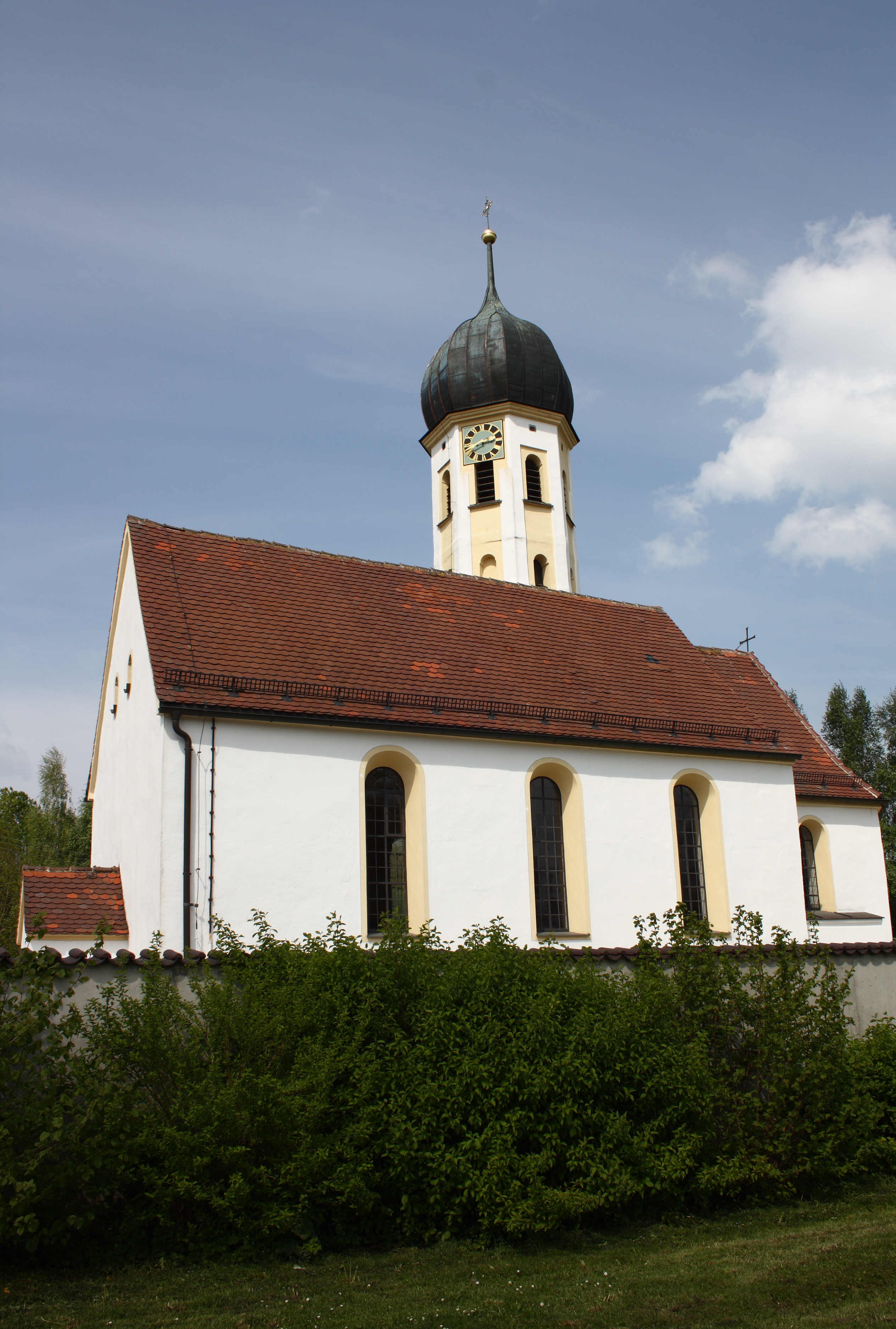
St. Veit in Veitriedhausen

Eine erste Kirche wird in Veitriedhausen bereits für das Hochmittelalter angenommen und auf die Ortsgründung zurückgeführt, da im 10. und 11. Jahrhundert der hl. Veit (oder Vitus) häufig zum Schutzpatron von Kirchen gewählt wurde. 1393 wurde die Kirche von Veitriedhausen zum ersten Mal schriftlich erwähnt. Man nimmt an, dass die alte Kirche eine Chorturmkirche war und der Turmunterbau im 15. Jahrhundert errichtet wurde. Im Dreißigjährigen Krieg erlitt das Gebäude große Schäden und erst 1684 war der Bau der heutigen Kirche St. Veit abgeschlossen.
Bis 1928 gehörte Veitriedhausen zur Pfarrei Gundelfingen, danach wurde es eine Filiale von Frauenriedhausen. 1987 wurde die Kirche außen und 1999 innen renoviert.
2017 machte der Fund eines Abendmahlskelches aus dem 16. Jahrhundert Schlagzeilen.

## Bevölkerungsentwicklung
- 1840: 127 Einwohner
- 1939: 145 Einwohner
- 1950: 213 Einwohner
- 1961: 181 Einwohner[1]
- 1970: 194 Einwohner[1]
- 2000: 211 Einwohner

## Wüstungen
Auf der Jurahöhe über dem Pfannental befand sich der Ort Grafenhofen, erste Nennung im Jahre 1266 als "Grauenhouen", der wüst wurde.
Westlich von Veitriedhausen, nahe der Landstraße von Gundelfingen nach Haunsheim, lag der Ort Sailheim, der 1264 erstmals überliefert wird. Um 1270 existierten laut Quellenlage mindestens zwei Höfe am Ort. Hier hatten die Klöster Echenbrunn und Obermedlingen Besitz. Die letzte urkundliche Nennung datiert aus dem Jahr 1468. Das eine zu dieser Zeit verbliebene Gut am Ort wechselte damals in die Lauinger Almosenpflege. Die Siedlung wurde im Spätmittelalter aufgelassen.

## Baudenkmäler
Siehe: Liste der Baudenkmäler in Veitriedhausen

## Bodendenkmäler
Siehe: Liste der Bodendenkmäler in Lauingen (Donau)